# 모욕증

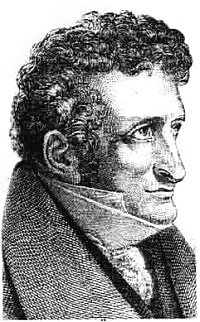

모욕증(侮辱症)이란 욕설 및 반사회적 표현, 성에 관한 음란한 표현, 배설물등 상대방에게 모욕이 될 수 있는 단어나 문장을 자기 의지와 상관없이 되풀이하여 말하는 증상을 말한다. 영어로는 Coprolalia라고 하며, 그리스어로 똥을 뜻하는 κόπρος와 말하다라는 뜻의 λαλία를 합성한 단어이다. 틱 장애와 마찬가지로, 의지와 관계없는 반복 발화와 경련등을 수반한다. 환자는 적절치 않은 상황에서 무의식적으로 모욕적인 말을 내뱉게 되므로, 상대방에게 부정적 인상을 심어주어, 사회적으로 상당한 타격을 입을 수 있다.
볼프강 아마데우스 모차르트가 걸렸던 병이라는 주장도 있지만, 정확한 근거는 없다.